# ROCK AND READ
『ROCK AND READ』（ロック・アンド・リード）は、隔月刊で発行されている日本の音楽雑誌。発行元はシンコー・ミュージック・エンタテイメント、編集はアクセル・コミュニケーションズ（代表：吉田幸司）。2004年の創刊。ムック形式。コピーは「読むロックマガジン」。主にV系ミュージシャンのロングインタビューが掲載されている。

## 概要
2004年に音楽雑誌『BANDやろうぜ』が休刊しその編集をしていた吉田幸司が同年、本雑誌を創刊。創刊時はTOKYO FM出版より発売していた。 
39号掲載の柩（NIGHTMARE）の写真撮影で、柩が希望したことにより石井竜也アート作品オブジェ「LEGEND OF NIGHT SKY-夜空の伝説」（椅子）が過去に貸し出した例がなかったが実現し撮影に使用された。
2012年、「ROCK AND READ」初の別冊として、見るロックマガジン『ROCK AND READ eyes』を発売。
2014年、「ROCK AND READ」の別冊として、読むアイドルマガジン『IDOL AND READ』を発売
2017年7月、「ROCK AND READ」の別冊として、読むバンドマガジン『ROCK AND READ BAND』を発売。
2017年11月、「ROCK AND READ」の別冊として、読むボーカルマガジン『ROCK AND READ vocal」』を発売。
2019年から、「ROCK AND READ」の別冊として、読むロックガールマガジン『ROCK AND READ girls』を発売。
2021年から、読むお笑いマガジン『OWARAI AND READ』を発売。 お笑い芸人の生い立ちパーソナルインタビュー集。

## 既刊
| 号数 | 表紙                           | 掲載アーティスト | 発売日         |
| ---- | ------------------------------ | --- | -------------- |
| 001  | キリト                         | J NOISY（DUSTAR-3） YUKKE（MUCC） HIRO（La'cryma Christi） ルキ（the GazettE） 沢田泰司（音風） | 2004年         |
| 002  | 清春                           | キリト ka-yu（Janne Da Arc） SPEED STAR SYPAN JOE ガラ（MERRY） マオ（シド） Közi（MALICE MIZER） | 2005年3月28日  |
| 003  | キリト                         | you（Janne Da Arc） 有村竜太朗（Plastic Tree） 麗（the GazettE） LEVIN（La'cryma Christi） 一志（Kagrra,） ASAGI（D） Mana（Moi dex Mois） | 2005年7月21日  |
| 004  | 雅-miyavi-                     | キリト kiyo（Janne Da Arc） SATOち（MUCC） 葵（the GazettE） 結生（MERRY） Shinji（シド） Kouichi（Everlasting-K） | 2005年11月1日  |
| 005  | ルキ（the GazettE）            | 麗（the GazettE） 葵（the GazettE） れいた（the GazettE） 戒（the GazettE） 黒柳能生（SOPHIA） Ruiza（D） ISSAY | 2005年12月7日  |
| 006  | 清春                           | SUGIZO YOMI（NIGHTMARE） 健一（MERRY） 黒猫（陰陽座） kiyoshi フライパン（the Pumpkin Head） KISAKI（hantasmagoria） | 2006年2月25日  |
| 007  | キリト                         | 明希（シド) 兒玉怜（kannivalism） AYA（Psycho Ie Cemu） HAKUEI（PENICILLIN） 桜井有紀（rice） 涼平（アヤビエ） 森重樹一（ZIGGY） | 2006年4月13日  |
| 008  | キリト（PIERROT）              | KOHTA（PIERROT） TAKEO（PIERROT） Kyo（BUG） Morrie（Creature Creature） 土屋昌巳 | 2006年7月10日  |
| 009  | Ken                            | ミヤ（MUCC） Shuji（Janne Da Arc） テツ（(MERRY） HIZUMI（D'espairsRay） ジュイ（ヴィドール） 遠藤遼一（ENDS） Kaya | 2006年9月10日  |
| 010  | 葵（the GazettE）              | YUKKE（MUCC） ゆうや（シド） Tsunehiro（D） マコト（ドレミ團） 将（アリス九號.） 宙也（LOOPUS） | 2006年10月25日 |
| 011  | 達瑯（MUCC）                   | 柩（NIGHTMARE） ネロ（MERRY） 楓弥（Kaggra,） 葵（彩冷える） みく（アンティック-珈琲店-） 杉本善徳 BAKI | 2007年1月15日  |
| 012  | YOMI（NIGHTMARE）              | SATOち（MUCC） 真（Kaggra,） ラメ（ヴィドール） 涼平（メガマソ） 宮脇渉（12012） Seiji（AcQuA EP） 人時 | 2007年3月15日  |
| 013  | マオ（シド）                   | Ni～ya（NIGHTMARE） インテツ（彩冷える） カノン（アンティック-珈琲店-） TSUKASA（D'espairsRay） 酒井洋明（12012） ANGEL-TAKA（宇宙戦隊NOIZ） NARASAKI（COALTAR OF THE DEEPERS） | 2007年5月15日  |
| 014  | れいた（the GazettE）          | 有村竜太朗（Plastic Tree） 輝喜（アンティック-珈琲店-） 夢人（彩冷える） Kight（ガイズファミリー） 瞬火（陰陽座） 玲央（lynch.） 木村世治（hurdy gurdy） | 2007年7月25日  |
| 015  | 将（アリス九號.）              | 咲人（NIGHTMARE） 景夕（Kra） ケンゾ（彩冷える） HIDE-ZOU（D） ANGEL-TAKA（宇宙戦隊NOIZ） 越中睦 ジュネ（AUTO-MOD） | 2007年10月17日 |
| 016  | ガラ（MERRY）                  | 清春 TAKEO（Angelo） 大佑（the studs） タケヒト（彩冷える） Kazutake（ガイズファミリー） 桐（heidi.） KISAKI | 2007年12月20日 |
| 017  | キリト（Angelo）               | ナカヤマ アキラ（Plastic Tree） 葵（彩冷える） 女雅（Kaggra,） 舞（Kra） Shun（DuelJewel） 武瑠（SuG） 東海林のり子 | 2008年2月26日  |
| 018  | 雅-miyavi-                     | 結生（MERRY） seek（Mix Speaker's Inc） 結良（Kra） HIROKI（D） ナオ（heidi.） Shinobu（ガイズファミリー） 藤井麻輝（睡蓮） | 2008年4月29日  |
| 019  | ミヤ（MUCC）                   | KOHTA（Angelo） ASAGI（D） aie（the studs） ギル（ヴィドール） KAMIJO（Versailles） 左迅（ギルガメッシュ） TOSHI（X JAPAN） | 2008年6月26日  |
| 020  | 虎（アリス九號.）              | ネロ（MERRY） KOJI（ALvino） HIZAKI（Versailles） 白水（Kagrra,） Natsuki（DuelJewel） 義彦（heidi.） 大槻ケンヂ（筋肉少女帯） | 2008年8月25日  |
| 021  | 麗（the GazettE）              | maya（LM.C） Karyu（D'espairsRay） 靖乃（Kra） 葉月（lynch.） マコト（ドレミ団） リョヲ丞（少女-ロリヰタ-23区-） 千聖（PENICILLIN） | 2008年10月25日 |
| 022  | 清春                           | 健一（MERRY） 圭（kannivalism） takuya（アンティック-珈琲店-） インザーギ（メガマソ） コースケ（heidi.） 砂月（RENTRER EN SOI） | 2008年12月26日 |
| 023  | 沙我（アリス九號.）            | テツ（MERRY） ZERO（D'espairsRay） TERU（Versailles） 隼人（DuelJewel） Яyo（ギルガメッシュ） 和己（SCREW） TOSHI（TOSHI with T-EARTH） | 2009年1月24日  |
| 024  | みく（アンティック-珈琲店-）   | 結生（MERRY） Ruiza（D） 須賀勇介（12012） MASATO（宇宙戦隊NOIZ） 夕霧（DaizyStripper） 犬神凶子（犬神サーカス団） Ricky | 2009年3月27日  |
| 025  | HYDE K.A.Z（VAMPS）            | 葵（彩冷える） ジュンノ（boogieman） 愁（ギルガメッシュ） Hitomi（Moran,Fatima,ウミユリ,人見晋平） たぁ（LuLu） ANCHANG（SEX MACHINEGUNS） | 2009年6月10日  |
| 026  | 戒（the GazettE）              | 桜井青（cali≠gari） haderu（jealkb） シュン（ヴィドール） Jasmine You（Versailles） 玲央（lynch.） 佐々木仁（シリアル⇔NUMBER） kaito（Wizard） | 2009年6月10日  |
| 027  | 有村竜太朗（Plastic Tree）     | HIZUMI（D'espairsRay） 涼平（メガマソ） ユアナ（boogieman） 弐（ギルガメッシュ） 真緒（Sadie） KEN LLOYD（FAKE?） SUGIZO | 2009年9月19日  |
| 028  | 明希（シド）                   | 夢人（彩冷える） 輝喜（アンティック-珈琲店-） 竜寺（ゾロ） 郁磨（アンド） 石井秀仁（cali≠gari） 達瑯（MUCC） CIPHER（D'ERLANGER） KAMIJO（Versailles） | 2009年12月24日 |
| 029  | Shinji（シド）                 | 怜（kannivalism） ガラ（MERRY） 塩谷朋之（12012） 佐藤ケンケン（Plastic Tree） 風弥（DaizyStripper） 蜜（Dolly） 団長（新興宗教楽団NoGod） CRAZY COOL JOE（DEAD END） | 2010年2月24日  |
| 030  | ゆうや（シド）                 | 悠希（人格ラヂオ） 左迅（ギルガメッシュ） 美月（Sadie） 悠介（lynch.） masato（SuG） ryo（9GOATS BLACK OUT） Leda（DELUHI） 戸城憲夫（The DUST 'N' BONEZ） | 2010年4月22日  |
| 031  | マオ（シド）                   | 葵（彩冷える） 大佑（大佑と黒の隠者達） YUKI（Versailles） KISAKI（凛） 苑（摩天楼オペラ） 揺紗（THE KIDDIE） 藍（DEATHGAZE） 広瀬さとし（44MAGNUM） | 2010年6月19日  |
| 032  | VAMPS                          | Sads MORRIE 義彦（Heidi.） リョヲ丞（少女-ロリヰタ-23区） TATSU（GASTUNK） | 2010年8月12日  |
| 033  | ルキ（the GazettE）            | Aiji（LM.C） 夢人（AYABIE） 武瑠（SuG） 亜季（Sadie） 総史（少女-ロリヰタ-23区） まゆ（DaizyStripper） 鋲（SCREW） 鬼龍院翔（ゴールデンボンバー） Kozi（XA-VAT） 逹瑯（MUCC） Tatsuro（カラス） | 2010年12月10日 |
| 034  | 将（Alice Nine）               | maya（LM.C） 葵 from 彩冷える 長谷川正（Plastic Tree） HIZUMI（D'espairsRay） 樹威 燿（摩天楼オペラ） 晁直（lynch.） 猟牙（BORN） 喜矢武豊（ゴールデンボンバー） ピコ SUGIZO（LUNA SEA） | 2011年3月7日   |
| 035  | 逹瑯（MUCC）                   | K.A.Z（OBLIVION DUST） KENZO（AYABIE） KAMIJO（Versailles） 宮脇渉（12012） 葉月（lynch.） 愁（ギルガメッシュ） ナオ（heidi.） 華凛（NoGoD） JIN（HERO） 春（DOG inTheパラレルワールドオーケストラ） 歌広場淳（ゴールデンボンバー） がんばろう日本! アーティストからの応援メッセージ                                                                                  | 2011年4月28日  |
| 036  | れいた（the GazettE）          | シン（ViViD） HIZAKI（Versailles） 真緒（Saide） インテツ（AYABIE） MIKI（Mix Speaker's,Inc.） Leda（DERUHI） Anzi（摩天楼オペラ） Shun（DuelJewel） 幸樹（ダウト） みつ（ν[NEU]） 樽美酒研二（ゴールデンボンバー） | 2011年6月24日  |
| 037  | 鬼龍院翔（ゴールデンボンバー） | 夢人（AYABIE） ASAGI（D） HIZUMI MASASHI（Versailles） 桐（heidi.） 彩雨（摩天楼オペラ） ルイ（SCREW） ユ≠キ（少女-ロリヰタ-23区） 智（vistlip） 黒崎眞弥（己龍） THE CHARISMA NAO（BY-SEXUAL） キリト（Angelo） | 2011年8月31日  |
| 038  | 葵（the GazettE）              | ヒロトAlice Nine Karyu（Angelo） 零乃（ViViD） 喜矢武豊（ゴールデンボンバー） 葵 玲夏（ダウト） 龍寺（ZORO） 悠（摩天楼オペラ） 郁磨（アンド） 海（vistlip） 平一洋（ケミカルピクチャーズ） special feature 葵（the GazettE）× ヒロト（Alice Nine） | 2011年10月14日 |
| 039  | 柩（NIGHTMARE）                | maya（LM.C） 圭（BAROQUE） TERU（Versailles） ギル（Angelo） ZERO（THE MICRO HEAD 4N'S） 歌広場淳（ゴールデンボンバー） 瑠伊（vistlip） 明徳（lynch.） メイ（DOG in Theパラレルワールドオーケストラ） ばる（DuelJewel） SUGIZO | 2011年12月19日 |
| 040  | 有村竜太朗（Plastic Tree）     | Aiji（LM.C） イヴ（ViViD） 樽美酒研二（ゴールデンボンバー） 涼平（メガマソ） TSUKASA（THE MICRO HEAD 4N'S） 苑（摩天楼オペラ） タイゾ（Kra） Yuh（vistlip） コースケ（heidi.） 結（ユナイト） THE CHARISMA 青（cali≠gari） special feature HAKUEI（PENICILIN） | 2012年2月29日  |
| 041  | 麗（the GazettE）              | 武瑠（Sug） KENZO（AYABIE） 剣（Sadie） 悠介（lynch.） 弐（ギルガメッシュ） YUKI（Versailles） 耀（摩天楼オペラ） 威吹（ダウト） Tohya（vistlip） BAN（少女-ロリヰタ-23区） RYUICHI（ギルド） specialfeature 逹瑯（MUCC） | 2012年4月25日  |
| 042  | 櫻井敦司（BUCK-TICK）          | INORAN ガラ（MERRY） ASAGI D 葉月（lynch.） AKIHIDE（BREAKERZ） 万作（バロック） Anzi（摩天楼オペラ） 樹威（GOTCHAROCKA） 準々（DOG inTheパラレルワールドオーケストラ） 九条武政（己龍） 一聖（BugLug） 櫻井有紀（rice） | 2012年6月27日  |
| 043  | 戒（the GazettE）              | Nao（Alice Nine） 左迅（ギルガメッシュ） 葵（168 -one sixty eight-） Chiyu（SuG） Leda（UNDIVIDE） ひヵる（ダウト） Kyrie（NoGoD） JUN（GOTCHAROCKA） たつひ（ZORO） 勇（ZUKU） 戒（the GazettE）× Nao (Alice Nine） YUKKE（MUCC） | 2012年8月29日  |
| 044  | GACKT                          | ミヤ（MUCC） Karyu（Angelo） 怜我（ViViD） 智（vistlip） 鋲（SCREW） яyo（ギルガメッシュ） 悠（摩天楼オペラ） ミナセ（ダウト） ナオ（heidi.） 酒井参輝（己龍） yo-ka（DIAURA） YOHIO | 2012年10月24日 |
| 045  | 逹瑯（MUCC) maya（LM.C）       | Ko-ki（ViViD） 幸樹（ダウト） 海（vistlip） 和己（SCREW） 彩雨（摩天楼オペラ） RYO:SUKE（WING WORKS,少女-ロリヰタ-23区） 椎名未緒（ユナイト） 綴（MEJIBRAY） KAMIJO（Versailles） KISAKI（凛） | 2012年12月19日 |
| 046  | 松岡充（SOPHIA）               | 武瑠（SuG） Aiji（LM.C） みく（アンティック-珈琲店-） 玲央（lynch.） 玲夏（ダウト） 瑠伊（vistlip） 夕霧（DaizyStripper） 宮脇渉（12012） 景（Sadie） ヒィロ（ν[NEU]） 一色日和（己龍） | 2013年2月27日  |
| 047  | 将（Alice Nine）               | キリト（Angelo） 石井秀仁（cali≠gari） ASAGI（D） 零乃（ViViD） Yuh（vistlip） 苑（摩天楼オペラ） 涼平（メガマソ） 団長（NoGoD） 隼人（DuelJewel） 恋一（MEJIBRAY） 昴（ROYZ） masato（SuG） | 2013年4月24日  |
| 048  | DAIGO（BREAKERZ）              | 沙我（Alice Nine） シン（ViViD） イガグリ千葉（仙台貨物） HIZAKI（Jupiter） Tohya（vistlip） Rei（DaizyStripper） MiA（MEJIBRAY） 遠海准司（己龍） HIKARU.（カメレオ） CHIYU（SuG） THE CHARISMA CIPHER（D'ERLANGER） | 2013年6月26日  |
| 049  | RUKI (the GazettE）            | J 青（cali≠gari） ka-yu（DAMIJAW） KAMIJO 美月（Sadie） 左迅（ギルガメッシュ） 猟牙（BORN） 佳衣（DIAURA） 宏一（ギルド） 祐弥（DuelJewel） Tetsu（D'ERLANGER） | 2013年8月28日  |
| 050  | 清春 人時                      | 柩（GREMLINS） RUKA（The LEGENDARY SIX NINE） ガラ（MERRY） 亜季（Sadie） 春（DOG inTheパラレルワールドオーケストラ） 一聖（BugLug） メト（MEJIBRAY） Ta_2（OLDCOLEX） 晁直（lynch.） THE CHARISMA kyo（D'ERLANGER） HAKUEI×GISHO（ライチ☆光クラブ） | 2013年10月30日 |
| 051  | 葵（the GazettE）              | Karyu（Angelo） maya（LM.C） イヴ（ViViD） 智（vistlip） KNZ（BVCCI HAYENS） みつ（ν[NEU]） ZIN（Jupiter） K（BORN） CHISA（DIV） YORKE.（OLDCODEX） THE CHARISMA SEELA（D'ERLANGER） | 2013年12月24日 |
| 052  | 有村竜太朗（Plastic Tree）     | 松岡充（MICHAEL） Aiji（LM.C） 虎（Alice Nine） 海（vistlip） 九条武政（己龍） 夕霧（DaizyStripper） マナブ（SCREW） 川内亨（12012） Soan（Moran） LiN（ユナイト） ryo（HOLLOWGRAM） | 2014年2月26日  |
| 053  | 咲人（NIGHTMARE）              | INORAN 葉月（lynch.） KAMIJO ネロ（MERRY） 綴（MEJIBRAY） ミズキ（DOG inTheパラレルワールドオーケストラ） 一樹（BugLug） 翔也（DIAURA） ミケ（Blu-BiLLioN） 久我新悟（LIPHLICH） THE CHARISMA HAKUEI（PENICILLIN） | 2014年4月23日  |
| 054  | 櫻井敦司（BUCK-TICK）          | ka-yu（DAMIJAW） 幸樹（ダウト） 真緒（Sadie） 彩雨（摩天楼オペラ） yo-ka（DIAURA） ジン（SCREW） 華遊（ν[NEU]） Ray（BORN） Kouichi（カメレオ） Sizna（Moran） 悠希（Lycaon） | 2014年6月25日  |
| 055  | REITA（the GazettE）           | ミヤ（MUCC） ヒロト（Alice Nine） サティ（仙台貨物） 瑠伊（vistlip） 鋲（SCREW） MiA（MEJIBRAY） 風弥～Kazami～（DaizyStripper） SARSHI（HERO） 達也（DIAURA） 杙凪（ROYZ） ミナセ（ダウト） | 2014年8月27日  |
| 056  | キリト（Angelo）               | 逹瑯（MUCC） ASAGI（D） Anzi（摩天楼オペラ） 酒井参輝（己龍） メト（MEJIBRAY） yuji（SuG） なお（DaizyStripper） 緩菜（DOG inTheパラレルワールドオーケストラ） 優（BugLug） ハク（ユナイト） 尋（NOCTURNAL BLOODLUST） | 2014年10月24日 |
| 057  | 松岡充（MICHAEL）              | Ni～ya（NIGHTMARE） maya（LM.C） Yuh（vistlip） 結生（MERRY） 燕（BugLug） Takashi（カメレオ） YOSHIHIRO（ギルド） Shun（DuelJewel） NOCTURNAL BLOODLUST THE CHARISMA MORRIE | 2014年12月25日 |
| 058  | AKi                            | Aiji（LM.C） 玲央（lynch.） 豊田和貴（MICHAEL） KAMIJO TERU（Jupiter） まゆ（DaizyStripper） Shinpei（SuG） 将海（BugLug） Masa（NOCTURNAL BLOODLUST） 来夢（LEZARD） 暁（アルルカン） | 2015年2月13日  |
| 059  | 黒崎眞弥（己龍）               | シン（ViViD） 石井秀仁（cali≠gari） 悠介（lynch.） 恋一（MEJIBRAY） Leda（Far East Dizain） 佳衣（DIAURA） TAKUM（ギルド） ちょび（DIV） TOMO（BORN） Natsu（NOCTURNAL BLOODLUST） THE CHARISMA kyo（D'ERLANGER） | 2015年4月27日  |
| 060  | 将（A9）                       | 真緒（Sadie） みく（アンティック-珈琲店-） 圭（BAROQUE） Tohya（vistlip） 準々（DOG in The パラレルワールドオーケストラ） 一聖（BugLug） 将吾（DIV） 莎奈（ユナイト） 公大（ROYZ） Daichi（NOCTURNAL BLOODLUST） 千秋（DEZERT） | 2015年6月24日  |
| 061  | RUKI（the GazettE）            | INORAN 葉月（lynch.） ASAGI（D） 智（vistlip） 美月（Sadie） 和己（SCREW） 猟牙（BORN） JIN（HERO） Daisuke（カメレオ） Soan（Moran） | 2015年8月26日  |
| 062  | 櫻井敦司（THE MORTAL）         | 桜井青（cali≠gari） 綴（MEJIBRAY） yo-ka（DIAURA） 春（DOG inTheパラレルワールドオーケストラ） 一樹（BugLug） 宗弥（Blu-BiLLioN） satoshi（DIV） ハヤト（コドモドラゴン） 十夜（GOTCHAROCKA） 塩原康孝 悠希（Lycaon） | 2015年10月28日 |
| 063  | Shinya（DIR EN GREY）          | 武瑠（SuG） メイ（DOG inTheパラレルワールドオーケストラ） 翔也（DIAURA） 優（BugLug） Takeshi（カメレオ） mag（Blu-BiLLioN） 千吊（ペンタゴン） よしあつ（DADAROMA） 樹威（GOTCHAROCKA） 櫻井有紀（rice,Raphael） special feature テツ（MERRY） | 2015年12月28日 |
| 064  | 今井寿（BUCK-TICK / SCHAFT）   | maya（LM.C） KAMIJO 一色日和（己龍） 幸樹（ダウト） K（BORN） 智也（ROYZ） SORA（DEZERT） 業-karma-（AvelCain） ばる（DuelJewel） KISAKI（凛） special feature 葵×JIN | 2016年2月26日  |
| 065  | マモ（R指定）                  | 石井秀仁（cali≠gari） 沙我（A9） ASAGI（D） 真緒（THE THIRTEEN） HIZAKI（Jupiter） 輝喜（アンティック-珈琲店-） 珀（Blu-BiLLioN） SaZ（DEZERT） 奈緒（アルルカン） HAL（FEST VAINQUEUR） 進藤渉（LIPHLICH） | 2016年4月27日  |
| 066  | 清春（Sads）                   | 逹瑯（MUCC） Ta_2（OLDCODEX） 海（vistlip） MiA（MEJIBRAY） 緩菜（DOG inTheパラレルワールドオーケストラ） Cazqui（NOCTURNAL BLOODLUST） Miyako（DEZERT） 眠花-minpha-（ペンタゴン） 夕霧（DaizyStripper） HIRO（Raphael,rice） リョヲ丞（少女-ロリヰタ-23区） special feature ネロ（MERRY）                                                                           | 2016年6月22日  |
| 067  | 麗（the GazettE）              | 葉月（lynch.） Aiji（LM.C） KOKI（INKT） 鋲（SCREW） 玲夏（ダウト） 尋（NOCTURNAL BLOODLUST） meN-meN（コドモドラゴン） 拓（ペンタゴン） 新井崇之（LIPHLICH） YUKITO（Raphael） IKUO（BULL ZEICHEN 88） | 2016年8月26日  |
| 068  | 櫻井敦司（BUCK-TICK）          | SUGIZO 玲央（lynch.） 美月（THE THIRTEEN） ミズキ（DOG inTheパラレルワールドオーケストラ） 燕（BugLug） Masa（NOCTURNAL BLOODLUST） 風弥～Kazami～（DaizyStripper） 達也（DIAURA） ゆとり（ペンタゴン） 太嘉志（DADAROMA） HAKUEI（PENICILLIN） | 2016年10月21日 |
| 069  | Die（DIR EN GREY / DECAYS）    | 千秋（DEZERT） maya（LM.C） yo-ka（DIAURA） メト（MEJIBRAY） 怜（BAROQUE） 暁（アルルカン） teru（Blu-BiLLioN） YU-TA（HERO） ぶう（えんそく） 龍兎（少女-ロリヰタ-23区） seek（Psycho le Cému,Mix Speaker's,Inc.） | 2016年10月21日 |
| 070  | 有村竜太朗（Plastic Tree）     | キリト（Angelo） ヒロト（A9） 春（DOG inTheパラレルワールドオーケストラ） 楓（R指定） 昴（ROYZ） 猟牙（RAZOR） Daichi（NOCTURNAL BLOODLUST） 來堵（アルルカン） チャム（コドモドラゴン） シャラク（メトロノーム） 千聖（PENICILLIN） | 2017年2月24日  |
| 071  | マオ（シド）                   | J 玲央（lynch.） 桜井 青（cali≠gari） Karyu（Angelo） 智（vistlip） 遠海准司（己龍） ゆめ（コドモドラゴン） 祥平（アルルカン） JUN（GOTCHAROCKA） 苑（摩天楼オペラ） MORRIE（Creature Creature） | 2017年4月28日  |
| 072  | 京（sukekiyo）                 | 咲人（JAKIGAN MEISTER） KOHTA（Angelo） KAMIJO（Versailles） Ruiza（D） 佐藤ケンケン（Plastic Tree） 優（BugLug） Natsu（NOCTURNAL BLOODLUST） 篤輝（ペンダゴン） 公佑（LEZARD） 久我新悟（LIPHLICH） Kyo（D'ERLANGER） | 2017年6月21日  |
| 073  | REITA（the GazettE）           | INORAN 武瑠（SuG） 沙我（A9） 悠介（lynch.） 杙凪（ROYZ） 剣（RAZOR） 悠希（Initial'L） 華那（コドモドラゴン） Shindy（Anli Pollicino） 芥（Chanty） 田澤孝介（Rayflower） | 2017年8月18日  |
| 074  | Ken（Ken feat.KENZO）          | BVCCI HAYNES GREMLINS 一聖（BugLug） ミヤ（MUCC） ガラ（MERRY） TAKEO（Angelo） 昴（ROYZ） 朋（DADAROMA） Leda（Far East Dizain） AKI（AXESSORY） 都 啓一（Rayflower） Chiyu | 2017年10月25日 |
| 075  | 逹瑯（MUCC）                   | 将（A9） RUKA（LSN） 長谷川正（Plastic Tree） ギル（Angelo） 晁直（lynch.） 七星（R指定） 奈緒（アルルカン） Sacchan（DEZERT） ASAGI（D） | 2017年12月25日 |
| 076  | 有村竜太朗（Plastic Tree）     | 樋口豊（BUCK-TICK） 葉月（lynch.） YUKKE（MUCC） 千秋（DEZERT） 暁（アルルカン） 尋（NOCTURNAL BLOODLUST） 九条武政（己龍） 結（ユナイト） special talk session 圭（BAROQUE）× ヒロト（A9） | 2018年2月28日  |
| 077  | 鬼龍院翔（ゴールデンボンバー） | 柩（GREMLINS） you（Janne Da Arc） SATOち（MUCC） 虎（A9） 明徳（lynch.） 燿（摩天楼オペラ） 燕（BugLug） Cazqui（NOCTURNAL BLOODLUST） Mana（Moi dix Mois） MALICE MIZER | 2018年4月25日  |
| 078  | RUKI（the GazettE）            | 武瑠（sleepyhead） AKIHIDE（BREAKERZ） ナカヤマアキラ（Plastic Tree） 幸樹（ダウト） 公大（ROYZ） 眠花-minpha-（ペンタゴン） 来夢（キズ） DAISHI（Psycho le Cému） luz | 2018年6月27日  |
| 079  | マモ（R指定）                  | maya（LM.C） 石井秀仁（cali≠gari） 智（vistlip） 酒井参輝（己龍） YORKE.（OLDCODEX） Nao（A9） SORA（DEZERT） CIPHER（D'ERLANGER） 歌広場淳（ゴールデンボンバー） | 2018年8月29日  |
| 080  | 清春                           | special talk session 有村竜太朗（Plastic Tree）× 逹瑯（MUCC）× 葉月（lynch.） Aiji（LM.C） 苑（摩天楼オペラ） Tohya（vistlip） Miyako（DEZERT） reiki（キズ） KOKI TANAKA 喜矢武豊（ゴールデンボンバー） | 2019年1月15日  |
| 081  | キリト（Angelo）               | 咲人（JAKIGAN MEISTER） Ni～ya（BULL FIELD） 瑠伊（vistlip） yo-ka（DIAURA） 星七（the Raid.） きょうのすけ（キズ） Shindy（Anli Pollicino） 村井研次郎（cali≠gari） special talk session ミヤ（MUCC）×Leda（Far East Dizain） | 2018年12月12日 |
| 082  | 葉月（lynch.）                 | 玲央（lynch.）× Karyu（Angelo）× 剣（RAZOR） 悠介（lynch.）× YUKKE（MUCC） 明徳（lynch.）× 祥平（アルルカン） 晁直（lynch.）× Tetsu（D'ERLANGER）×ネロ（MERRY） ヒロト（A9） Yuh（vistlip） 彩雨（摩天楼オペラ） 夕霧（DaizyStripper） Ryuji（The Brow Beat） | 2019年2月8日   |
| 083  | MALICE MIZER                   | Mana（Moi dix Mois）×鬼龍院翔（ゴールデンボンバー） 武瑠（sleepyhead） Ta_2（OLDCODEX） 虎（A9） 尋（NOCTURNAL BLOODLUST） ユエ（キズ） 青井ミドリ（ぞんび） kyo（D'ERLANGER） MORRIE | 2019年4月24日  |
| 084  | 逹瑯（MUCC）                   | 逹瑯（MUCC）× 来夢（キズ） 一聖（BugLug） KOHTA（Angelo） 佐藤ケンケン（Plastic Tree） 海（vistlip） 昴（ROYZ） Masa（NOCTURNAL BLOODLUST） フクスケ（メトロノーム） Kaya | 2019年6月8日   |
| 085  | 清春                           | HYDE 氷川きよし 将（アリス九號.） Ta_2×YORKE.（OLDCODEX） 桜井青×小林写楽（ヘクトウ） 長谷川正（Plastic Tree） 智（vistlip） Natsu（NOCTURNAL BLOODLUST） 奏多（ぞんび） 大佑（蜉蝣） feat.蜉蝣元マネージャー藤本大史 “ROCK and IDOL and READ live!!”ライヴレポート ヘクトウ じゅじゅ ぞんび NECRONOMIDOL BLACKNAZARENE                                               | 2019年12月28日 |
| 086  | アリス九號.                    | アリス九號. live report YOSHIKI the GazettE interview cali≠gari ナカヤマアキラ（Plastic Tree） SATOち（MUCC） リウ（メトロノーム） よしあつ（DADAROMA） 真緒（THE THIRTEEN）× 猟牙（RAZOR） 怪盗戦隊ヌスムンジャー | 2019年10月30日 |
| 087  | 京（sukekiyo）                 | live report DIR EN GREY ゴールデンボンバー Plastic Tree talk battle 将（アリス九號.）×SHIN 玲央（lynch.）×青井ミドリ（ぞんび） you 圭（BAROQUE） 暁（アルルカン） 来夢（キズ） シャラク（メトロノーム） 彩冷える | 2019年12月25日 |
| 088  | NIGHTMARE                      | live report BUCK-TICK LUNA SEA Angelo アリス九號. talk session 一聖（BugLug）× 暁（アルルカン）× 来夢（キズ） personal interview 悠介（lynch.） AKIHIDE（BREAKERZ） Sacchan（DEZERT） 衍龍（RAZOR） 藤井麻輝（minus-） “ROCK and IDOL and READ live !! vol.2”ライブレポート RAZOR THE THIRTEEN LADYBABY BYOB BLACKNAZARENE                                            | 2020年2月10日  |
| 089  | 有村竜太朗（Plastic Tree）     | ナカヤマアキラ（Plastic Tree） 長谷川正（Plastic Tree） 佐藤ケンケン（Plastic Tree） live report 有村竜太朗 NIGHTMARE sukekiyo gibkiy gibkiy gibkiy × deadman ミヤ（MUCC） 晁直（lynch.） maya（LM.C） 匠（sukekiyo） reiki（キズ） ν[NEU] | 2020年4月8日   |
| 090  | 逹瑯（MUCC）                   | 逹瑯（MUCC）×葉月（lynch.） ミヤ（MUCC） YUKKE（MUCC） SATOち（MUCC） DIR EN GREY 己龍 特集「90年代ヴィジュアル系」再考察 Part 1 「90年代ヴィジュアル系」の正体 Part 2 90年代の起点「1990年「集中」 Part 3 「名古屋系」と「大阪シーン」の系譜 Part 4 藤田幸也-YUKIYA- インタビュー 沙我（アリス九號.） 猟牙（RAZOR） 夕霧（DaizyStripper） YUCHI（sukekiyo） 中島卓偉 | 2020年6月19日  |
| 091  | 櫻井敦司 今井寿（BUCK-TICK）   | | 2020年9月19日  |
| 092  | キリト（Angelo）               | | 2020年11月26日 |
| 093  | lynchi.                        | 特集「名古屋系」完全解剖 | 2021年1月27日  |
| 094  | MUCC                           | | 2021年3月25日  |
| 095  | the GazettE                    | 特集「90年代姫路ヴィジュアル系シーン」再追跡 | 2021年5月26日  |
| 096  | 己龍                           | 特集「フリーウィル」激突35年史 | 2021年7月28日  |
| 097  | 櫻井敦司                       | | 2021年9月24日  |
| 098  | sukekiyo                       | | 2021年11月29日 |
| 099  | 命（-真天地開闢集団-ジグザグ） | | 2022年1月31日  |
| 100  | キリト                         | | 2022年4月6日   |
| 101  | MUCC                           | 特集「アナーキストレコード」最凶30年史 | 2022年6月9日   |
| 102  | 京 yukihiro（Petit Brabancon） | | 2022年8月10日  |
| 103  | lynchi.                        | | 2022年10月19日 |
| 104  | デーモン閣下（聖飢魔II）       | | 2022年12月23日 |
| 105  | ゴールデンボンバー             | | 2023年2月22日  |
| 106  | 櫻井敦司 今井寿（BUCK-TICK）   | | 2023年4月12日  |
| 107  | 京 ミヤ（Petit Brabancon）     | | 2023年6月14日  |
| 108  | シド                           | | 2023年8月30日  |
| 109  | -真天地開闢集団-ジグザグ       | | 2023年10月11日 |
| 110  | 薫（DIR EN GREY）              | | 2023年12月26日 |
| 111  | SAKI（NEMOPHILA）              | 特集「VISUAL-KEI IS NOT DEAD!!～2024年のヴィジュアル系」考察 | 2024年2月16日  |
| 112  | hide                           | 60th Anniversary Special hide『REPSYCLE』完全解剖 | 2024年5月11日  |
| 113  | MUCC                           | | 2024年6月11日  |
| 114  | SOPHIA                         | | 2024年8月21日  |
| 115  | HYDE                           | | 2024年10月25日 |
| 116  | 今井 寿×星野英彦（BUCK-TICK）  | | 2024年12月4日  |
| 117  | SIAM SOPHIA（松岡 充×栄喜）    | | 2025年2月7日   |
| 118  | ViViD                          | | 2025年4月25日  |